# Set Portes
El Restaurant 7 Portes és un establiment situat als Porxos d'en Xifré de Barcelona, catalogat com a d'interès (categoria E2). Restaurant especialitzat en plats de peix i arrossos, hi ha menjat gent tan coneguda com tota la Família reial espanyola, el Che Guevara, Salvador Dalí, Joan Miró, Picasso, Josep Pla, Josep Maria de Sagarra, Josep Tarradellas, Jacques Delors, Catherine Deneuve, Josephine Baker, Orson Welles, John Wayne, Michael Douglas, Ava Gardner, Lauren Bacall, Pelé, Gila, Alexander Fleming, Charlie Rivel, Cyd Charisse, Maria Callas, Lou Reed, Tete Montoliu, Xavier Cugat, Quico Pi de la Serra, Gabriel García Márquez, Rafael Alberti, etc.

## Història
El 1838, l'indià Josep Xifré i Casas va llogar a Josep Cuyàs i Ribot el local de la cantonada del Passeig d'Isabel II amb el Pla de Palau del seu edifici, on va establir el café de las Siete Puertas, anomenat en al·lusió al nombre d'entrades que hi tenia, i que disposava de meses de billar.
El 1858, després de la mort de Xifré, el seu fill Josep Xifré Downing va llogar el local a Joan Biscamps i Valls, que regentava un altre cafè a la veïna casa Collaso del Pla de Palau. Tanmateix, el traspàs no es va produir fins al 1861, quan Cuyàs es va traslladar a la Rambla, al costat del Teatre Principal. Aleshores, l'antic Set Portes va reobrir amb el nom de Gran Café de la Lonja. Posteriorment, va recuperar el nom original i cap al tombant de segle va canviar d'amo successivament: Josep Almirall, Camil Portabella i Ascari López, i entre el 1914 i el 1927 Bartomeu Mas. Durant aquesta època funcionava a la nit com a cafè cantant.
A partir del 1929, Francesc Morera i la seva dona van convertir el negoci en un restaurant de referència per a polítics, artistes, escriptors i periodistes. El 1942, Francesc Parellada i Riera, propietari de la fonda Europa de Granollers, i la seva dona Antònia Garrell van fer-se càrrec del cafè-restaurant. Amb ells hi treballaven la seva filla Carme i el seu gendre Joan Solé. El 1980, Francesc Solé i Parellada es va fer càrrec del negoci i nou anys més tard va reformar-ne l'interior per a modernitzar-lo.
A la dècada del 1990, el seu chef va ser Josep Lladonosa i Giró, que va combinar la seva tasca de cuiner amb la d'investigador i historiador gastronòmic. L'any 2011, el restaurant celebrà el seu 175è aniversari amb un seguit d'actes i amb la concessió de la Medalla d'Or al Mèrit Cívic. Amb motiu d'aquest aniversari, el dissenyador i il·lustrador novaiorquès Milton Glaser en va realitzar les etiquetes commemoratives dels vins i caves, basant-se en la mitologia egípcia i greco-romana, els primitius italians i la comèdia de l'art. Amb referències al món animal, i al·lusions al minotaure, l'unicorn o el faune, Glaser es preocupà també de dotar les peces d'un ornament floral típic del modernisme català.

## Descripció
Ocupa set portals ajustats al marc arquitectònic a ras de façana, llevat del moble de fusta motllurada al nivell de la llinda que es desenvolupa a tot el llarg. A la cantonada es conserva un rètol pintat amb la inscripció «Antiguo Café y Billares».
A l'interior disposa d'un ampli espai utilitzat com a sala amb un embigat de fusta i l'estructura de pilars de fosa a la vista. Es conserven algunes taules de marbre allargades sostingudes per potes de ferro colat, alguns miralls, un rellotge i els arrambadors de pi melis. Tanmateix, els seus mobles i els elements decoratius i pictòrics originals, presumiblement a càrrec de Lluís Rigalt, no han perviscut.